# Bilal Wahib
Bilal El Mehdi Wahib (Amsterdam, 20 januari 1999) is een Nederlands acteur, zanger en rapper. Hij speelde in diverse Nederlandse films en televisieseries, waaronder Nieuwe buren, SpangaS, Mocro Maffia en Commando's.

## Levensloop

### Carrière
Wahib's acteerdebuut kwam in de korte film Mimoun. Datzelfde jaar verscheen hij tevens in de televisieserie De vloer op jr., waarin hij verschillende personages speelde. In de jaren die volgden verscheen Wahib in verschillende films en series; zo was hij in 2015 te zien in Geen koningen in ons bloed en Vechtershart. In 2016 was Wahib in verschillende producties te zien, waaronder in de films Layla M., De held en in de televisieseries Toon, Nieuwe buren en SpangaS. In 2017 vertolkte Wahib een van de hoofdrollen in de bioscoopfilm Broeders. Van oktober 2018 tot en met februari 2022 was Wahib te zien als Mo de Show in de Videoland-serie Mocro Maffia. In juni 2019 bracht Wahib de single Vliegen uit die diende als titelsong van de film De libi, waarmee hij de 71e plek in de Nederlandse Single Top 100 behaalde. Tevens vertolkte Wahib een van de hoofdrollen in deze film.
Op het internationaal filmfestival van Berlijn in 2020 werd Wahib onderscheiden met een Shooting Star Award, een prijs die uitgereikt wordt aan tien van de meest veelbelovende jonge Europese acteurs van dat jaar. In hetzelfde jaar begon Wahib zich meer te richten op zijn muziekcarrière. Hij bracht dat jaar meerdere singles uit, waaronder Video vixen en Tigers. Met laatstgenoemde behaalde hij zijn eerste nummer 1-hit. Tevens werkte Wahib samen met verschillende artiesten onder wie Bizzey en Boef. In maart 2021 scoorde Wahib zijn tweede nummer 1-hit met het nummer 501, dat hij in samenwerking maakte met Ronnie Flex. In juli 2021 was de film Meskina, waarin Wahib een belangrijke rol heeft, in de bioscoop te zien. De film was ruim voor het incident in maart 2021 (zie hieronder) opgenomen en wordt - ondanks het incident - in originele vorm uitgebracht.
In augustus 2021 maakte Wahib een terugkeer met het nummer Paranoia. In november 2021 bracht Wahib zijn debuutalbum El mehdi uit. In de jaren die volgde bracht Wahib meerdere nummers uit en werkte samen met verschillende artiesten, waaronder Rolf Sanchez, Cristian D, Zoë Tauran, Fabiënne Bergmans, Antoon en Juultje Tieleman.

### Privéleven

#### In opspraak
Op 24 maart 2021 werd Wahib aangehouden door de Amsterdamse politie op verdenking van het vervaardigen dan wel verspreiden van kinderporno, kort nadat hij op Instagram in een livestream een minderjarige jongen zeventienduizend euro bood voor het tonen van zijn geslachtsdeel, wat deze voor het oog van de kijkers deed. Later op de dag werd hij weer vrijgelaten, maar hij bleef nog wel verdachte. Vanwege de aard van de zaak stopte omroep BNNVARA de samenwerking met Wahib. Het programma Teenage Boss, dat hij op dat moment voor deze omroep presenteerde en waarin kinderen de baas speelden over hun familie, werd voortijdig stopgezet; in 2023 keerde het programma zonder Wahib terug. Ook de geplande uitzending van het televisieprogramma Rooijakkers over de vloer van die avond werd door RTL geschrapt. Instagram liet weten dat Wahib nooit meer welkom is op het platform; ook Oussama Ahammoud, die betrokken was bij de livestream, werd voorgoed verbannen. Platenlabel Top Notch stopte de samenwerking met Wahib, maar bracht in november 2021 wel Wahibs debuutalbum El Medhi uit. Als zijn contract daar is afgelopen is Wahib echter niet van plan dat te verlengen, wegens het in maart publiceren van het verbreken van de samenwerking nog voor dit met hem te bespreken.
In november 2021 heeft het openbaar ministerie (OM) zijn strafzaak geseponeerd. Het OM concludeerde dat er geen sprake was van kinderporno omdat de beelden volgens het OM niet bedoeld waren om seksueel te prikkelen. Wel noemt justitie het een ‘volstrekt misplaatste actie’. Er was wel sprake van een strafbaar feit, namelijk de 12-jarige aanzetten iets tegen zijn wil te doen en zo inbreuk te maken op zijn lichamelijke integriteit, maar de zaak is geseponeerd omdat Wahib een regeling met de jongen heeft getroffen, en deze aan het OM heeft aangegeven geen behoefte meer te hebben aan een strafrechtelijke vervolging van Wahib, en omdat het incident veel persoonlijke en professionele gevolgen heeft gehad voor Wahib. In oktober 2022 liet het inmiddels veertienjarige slachtoffer in de media weten nog met het voorval gepest te worden. Hij deed een beroep op de pesters daarmee op te houden.

## Filmografie

### Film
- 2013: Mimoun, als vriend van Ab
- 2014: De verloren zoon, als jeugddelinquent
- 2015: Geen koningen in ons bloed, als Rafael
- 2016: Fissa, als Yous
- 2016: Layla M., als Younes
- 2016: De held, als Tarik
- 2017: Monk, als Younes
- 2017: 7 Marokkanen en Jos, als Yessin
- 2017: Broeders, als Yasin
- 2017: Malik, als Amir
- 2018: Taal is zeg maar echt mijn ding, als aanstormend voetballer
- 2019: De libi, als Bilal
- 2020: Paradise Drifters, als Yousef
- 2021: Meskina, als Ryan
- 2023: Bilal Wahib: altijd, altijd, documentaire

### Televisie

#### Als acteur
- 2013: De vloer op jr., als diverse personages
- 2014: Brugklas, als Ravi
- 2014: A'dam - E.V.A., als Samih
- 2014: Verborgen verhalen, als Nas
- 2015: Vechtershart, als pizzabezorger
- 2016: Toon, als Karim
- 2016: Nieuwe buren, als Aziz
- 2016: SpangaS, als Kaleb
- 2018: Flikken Maastricht, als Ahmed
- 2018-2022: Mocro Maffia, als Mo de Show
- 2019: Remy en Juliyat, als Hamza
- 2020: Commando's, als Aza Ouazani
- 2020-2021: Red Light, als Elarbi

#### Overig
- 2020: Het Jachtseizoen, deelnemer (gepakt na 2 uur en 4 minuten)
- 2021: Hunted, deelnemer samen met Oussama Ahammoud
- 2023: De gevaarlijkste wegen van de wereld, deelnemer samen met Gwen van Poorten
- 2023: Lingo vips, deelnemer samen met Iliass Ojja
- 2023: Het Jachtseizoen, deelnemer samen met Iliass Ojja
- 2025: De Kluis: Het Masterplan, deelnemer

## Discografie

### Albums
| Album    | Verschijnen      | Label     | Hitlijsten | Hitlijsten | Hitlijsten | Hitlijsten | Opmerkingen                                            |
| Album    | Verschijnen      | Label     | BE (VL)    | BE (VL)    | NL         | NL         | Opmerkingen                                            |
| Album    | Verschijnen      | Label     | Piek       | Weken      | Piek       | Weken      | Opmerkingen                                            |
| -------- | ---------------- | --------- | ---------- | ---------- | ---------- | ---------- | ------------------------------------------------------ |
| El mehdi | 26 november 2021 | Top Notch | —          | —          | 6          | 43         | Studioalbum / debuutalbum / Dubbelplatina in Nederland |

### Singles
| Lied                                                               | Verschijnen      | Album                         | Hitlijsten | Hitlijsten | Hitlijsten  | Hitlijsten  | Hitlijsten   | Hitlijsten   | Opmerkingen                |
| Lied                                                               | Verschijnen      | Album                         | BE (VL)    | BE (VL)    | NL (Top 40) | NL (Top 40) | NL (Top 100) | NL (Top 100) | Opmerkingen                |
| Lied                                                               | Verschijnen      | Album                         | Piek       | Weken      | Piek        | Weken       | Piek         | Weken        | Opmerkingen                |
| ------------------------------------------------------------------ | ---------------- | ----------------------------- | ---------- | ---------- | ----------- | ----------- | ------------ | ------------ | -------------------------- |
| Vliegen                                                            | 14 juni 2019     | —                             | —          | —          | —           | —           | 71           | 2            | Goud in Nederland          |
| Video vixen (met Bizzey)                                           | 17 april 2020    | El mehdi                      | —          | —          | tip1        | —           | 5            | 27           | Platina in Nederland       |
| Doorheen (met Bizzey, Ronnie Flex en Ramiks)                       | 29 mei 2020      | —                             | —          | —          | —           | —           | 15           | 7            | Goud in Nederland          |
| Tigers                                                             | 19 juni 2020     | El mehdi                      | tip5       | —          | 3           | 11          | 1 (2 wk)     | 33           | Dubbelplatina in Nederland |
| Vergeten (met Boef)                                                | 10 juli 2020     | Allemaal een droom (van Boef) | —          | —          | —           | —           | 2            | 11           | Goud in Nederland          |
| Jaloers                                                            | 28 augustus 2020 | El mehdi                      | —          | —          | tip1        | —           | 34           | 4            |                            |
| Donderdag (met Kris Kross Amsterdam en Emma Heesters)              | 22 oktober 2020  | —                             | tip        | —          | 29          | 4           | 37           | 6            | Goud in Nederland          |
| 501 (met Ronnie Flex)                                              | 26 februari 2021 | El mehdi                      | tip13      | —          | 3           | 6           | 1 (3 wk)     | 27           | Platina in Nederland       |
| Paranoia                                                           | 19 augustus 2021 | El mehdi                      | —          | —          | tip8        | —           | 13           | 8            | Goud in Nederland          |
| Ibiza                                                              | 1 oktober 2021   | El mehdi                      | —          | —          | 18          | 4           | 2            | 20           | Platina in Nederland       |
| Push it (met $hirak en Boef)                                       | 4 november 2021  | Talou (van $hirak)            | —          | —          | —           | —           | 53           | 1            |                            |
| Streken van een duivel (met Frenna)                                | 19 november 2021 | El mehdi                      | —          | —          | 22          | 6           | 2            | 18           | Platina in Nederland       |
| 1% (met Kraantje Pappie)                                           | 25 november 2021 | El mehdi                      | —          | —          | —           | —           | 52           | 1            | Goud in Nederland          |
| Mañana (met Rolf Sanchez)                                          | 18 februari 2022 | —                             | —          | —          | tip6        | —           | 38           | 5            |                            |
| 1234 (met Cristian D en La$$a)                                     | 11 maart 2022    | —                             | —          | —          | tip6        | —           | 8            | 12           | Goud in Nederland          |
| Solo (met Zoë Tauran)                                              | 6 mei 2022       | Zoë Tauran (van Zoë Tauran)   | —          | —          | 26          | 4           | 6            | 23           | Platina in Nederland       |
| Als je bij me blijft (met $hirak, Cristian D, Ronnie Flex en Boef) | 12 mei 2022      | —                             | 42         | 1          | tip6        | —           | 2            | 18           | Platina in Nederland       |
| Centraal Station (met Antoon)                                      | 10 juni 2022     | Engel (van Antoon)            | —          | —          | tip13       | —           | 12           | 14           | Goud in Nederland          |
| Love song (met Trobi en Ronnie Flex)                               | 30 december 2022 | —                             | —          | —          | 28          | 3           | 3            | 11           | Goud in Nederland          |
| Ik space (met Fabiënne Bergmans)                                   | 13 januari 2023  | —                             | —          | —          | tip2        | —           | 4            | 14           | Goud in Nederland          |
| Outside (met Zoë Tauran)                                           | 12 mei 2023      | Zoë Tauran (van Zoë Tauran)   | —          | —          | tip4        | —           | 18           | 8            |                            |
| Simone                                                             | 22 juni 2023     | —                             | —          | —          | —           | —           | 74           | 1            |                            |
| Birkin (met Katnuf)                                                | 17 november 2023 | —                             | —          | —          | —           | —           | 94           | 1            |                            |
| Verpest (met Zoë Tauran)                                           | 26 januari 2024  | —                             | —          | —          | tip14       | —           | 54           | 2            |                            |
| Ça va (met Big2 en Antoon)                                         | 21 juni 2024     | —                             | —          | —          | tip6        | —           | 29           | 14           |                            |
| O.N.S. (met Juultje Tieleman)                                      | 31 januari 2025  | —                             | —          | —          | —           | —           | tip9         | —            |                            |